# Liste des évêques de Moramanga
La liste des évêques de Moramanga recense les noms des évêques qui se sont succédé sur le siège épiscopal de Moramanga à Madagascar, depuis la création du diocèse de Moramanga (Dioecesis Moramanganus), le 13 mai 2006, par détachement de celui d'Ambatondrazaka.

## Sont évêques
- du 13 mai 2006 au 3 mars 2018 : Gaetano Di Pierro, SCI, nommé évêque de Farafangana
- depuis le 8 juillet 2019 : Rosario Saro Vella, SDB

## Sources
- (en) Fiche du diocèse sur catholic-hierarchy.org